# Imperi dels Chalukya Occidentals
Els Chalukya Occidentals foren una dinastia de l'Índia que va dominar la majoria de la part occidental de l'altiplà del Dècan, a l'Índia meridional, entre els segles x i xii. Era una dinastia kannada a la que també s'esmenta sovint com Chalukya de Kalyani, perquè la seva capital es trobava en aquesta ciutat (avui Basavakalyan, a Karnataka) i també Chalukya Posteriors, per la seva relació teòrica amb la dinastia dels Chalukya de Vatapi o Badami del segle VI La dinastia es diu «Occidental» per diferenciar-la de la contemporània dels Chalukya Orientals de Vengi, una dinastia diferent. Abans del sorgiment dels Chalukya, l'Imperi rashtrakuta de Manyajeta va controlar la major part del Dècan i de l'Índia central durant més de dos segles. El 973, aprofitant el desordre regnant a l'Imperi rashtrakuta després de la invasió de la seva capital pel sobirà de la dinastia paramara de Malwa, Tailapa II, un vassall dels rashtrakuta que governava a la regió de Bijapur, va derrotar els seus senyors i va fixar la seva capital a Manyajeta. La dinastia aviat es va enfortir i es va convertir en un imperi durant el regnat de Someshvara I, que va traslladar la capital a Kalyani.
Durant més d'un segle, els dos imperis de l'Índia meridional, el dels Chalukya Occidentals i el de la dinastia Chola de Thanjavur van disputar nombroses i ferotges guerres pel domini de la fèrtil regió de Vengi. En aquests conflictes, els Chalukya orientals de Vengi, cosins llunyans dels Chalukya occidentals, però amb llaços matrimonials amb els Chola, van prendre partit per aquests últims, la qual cosa va complicar encara més la situació política a la regió. Durant el regnat de Vikramaditya VI, a la fi del segle xi i principis del segle xii, els chalukyas occidentals van prevaler en les seves lluites amb els Chola i van aconseguir l'apogeu, ensenyorint-se de territoris que s'estenien per la major part del Dècan, entre el Narmada al nord i Kaveri al sud. Les seves gestes no es limitaven al sud de la península: ja com a príncep, durant el regnat de Someshvara I, havia emprès campanyes militars que el van portar fins a Bihar i Bengala. Durant aquest període, les altres famílies governants importants del Dècan, els Hoysales, els Seuna Yadava de Devagiri, la dinastia kakatiya i els kalachuri meridionals, estaven sotmesos als Chalukya occidentals i únicament van aconseguir sacsejar-se l'autoritat d'aquests quan el seu poder va decaure durant la segona meitat del segle segle xii.
Els Chalukya occidentals van inventar un estil arquitectònic titllat avui com de transició, intermedi entre l'estil de la dinastia Chalukya i el del posterior Imperi hoysala. La majoria dels seus monuments es troben en els districtes limítrofs del riu Tungabhadra, a Karnataka central. Alguns exemples famosos són: el temple de Kasivisvesvara a Lakkundi, el de Mallikarjuna a Kuruvatti, el de Kallesvara a Bagali i el de Mahadeva a Itagi. Va ser un període important en el desenvolupament de belles arts a l'Índia meridional, especialment per a la literatura, ja que els reis de la dinastia van protegir als escriptors que escrivien en la llengua nativa, el kannada, i en sánscrit.

## Història

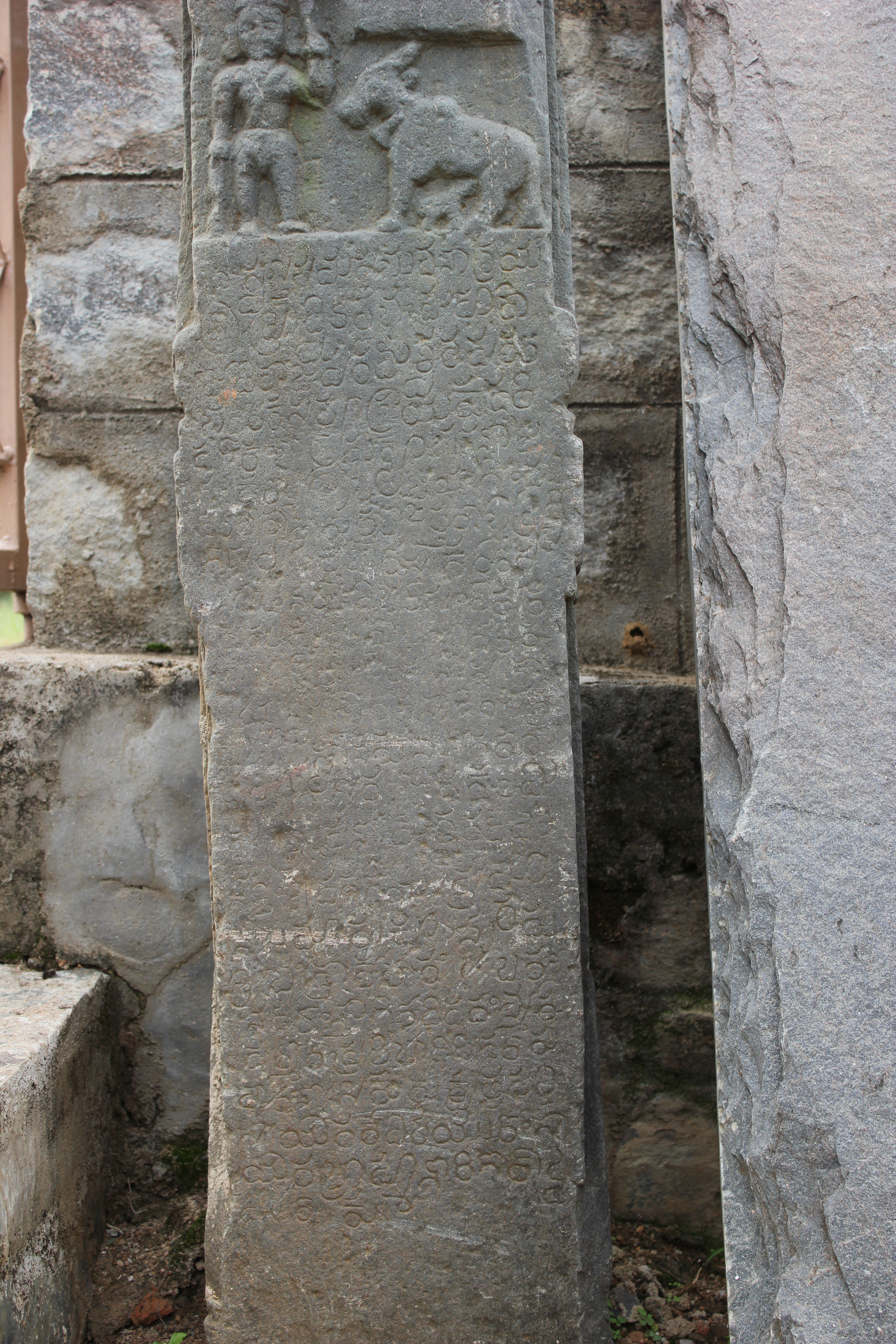
Antiga inscripció kannada datada el 1028, del regnat de Jayasimha II, en el temple de Praneshvara a Talagunda, en el districte de Shivamogga.

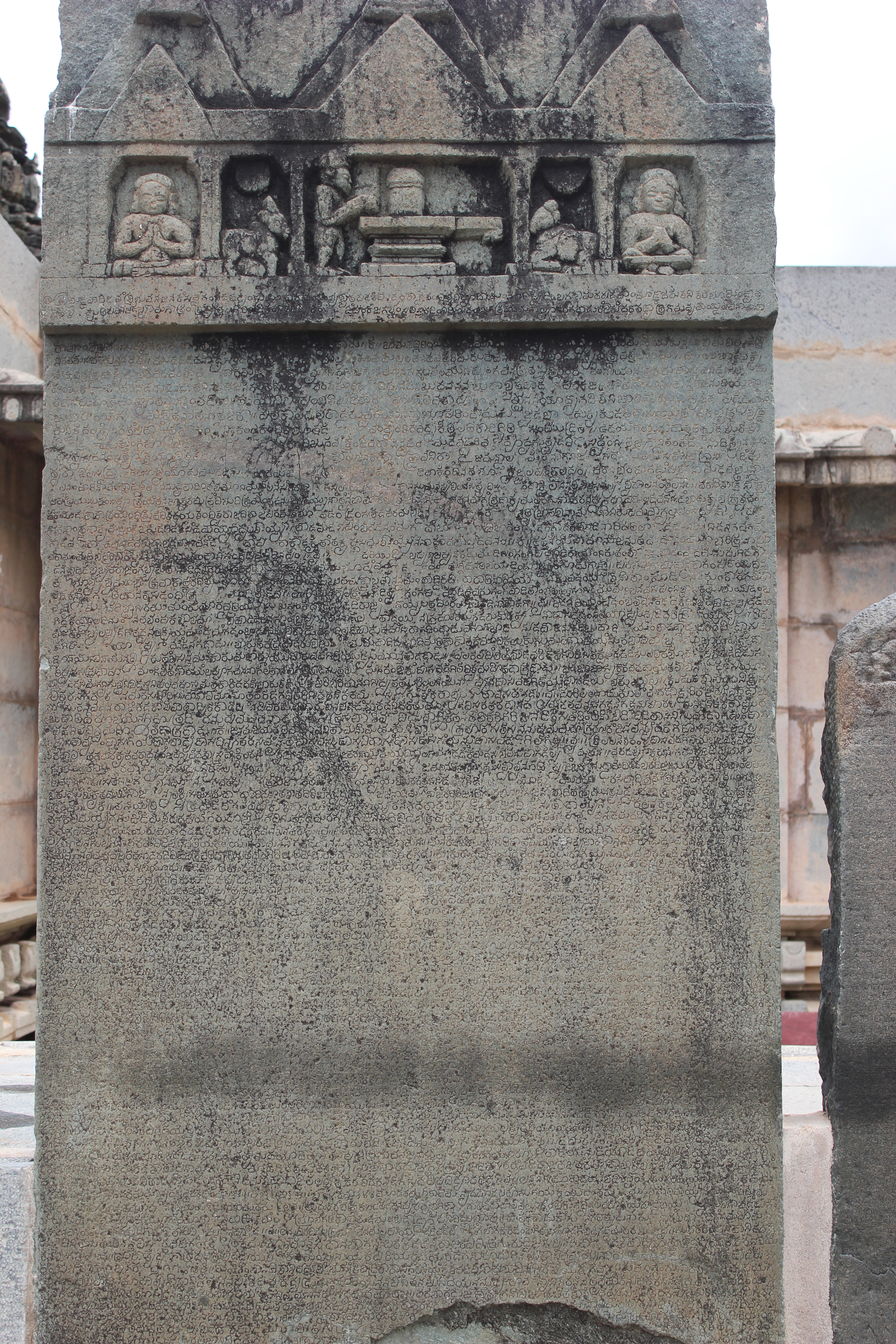
Antiga inscripció en Kannada datada el 1057 del rei Someshvara I al temple de Kalleshwara, Hire Hadagali al districte de Bellary

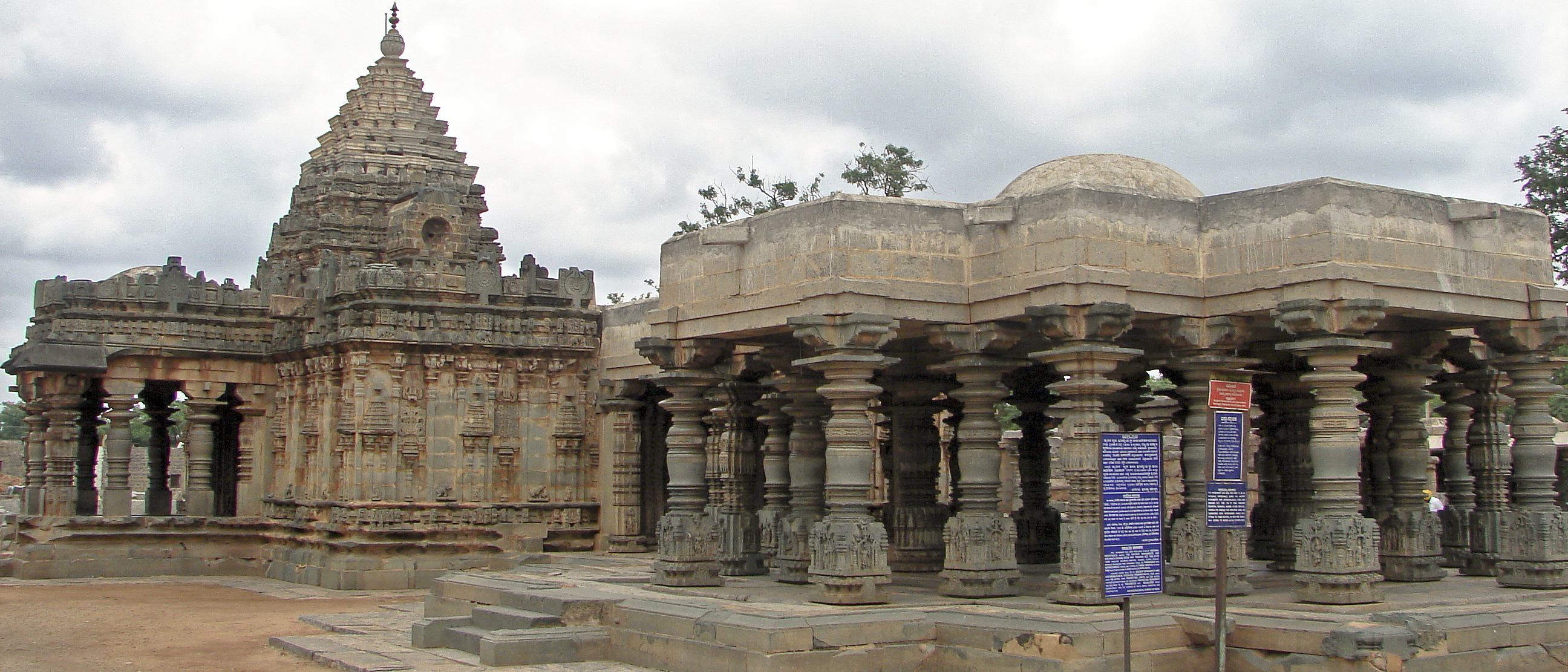
El temple de Mahadeva en Itagi en el districte de Koppal, en Karnataka.

El coneixement de la història dels Chalukya occidentals prové de l'estudi de les nombroses inscripcions en llengua kannada dels reis (els experts Sheldon Pollock i Jan Houben afirmen que el 90 % de les inscripcions reals Chalukya estan escrites en kannada), i de l'estudi de documents contemporanis de la literatura Chalukya occidental com el Gada Yuddha (982) de Ranna —també en kannada— i el Vikramankadeva Charitam (1120) de Bilhana —en sànscrit. El registre més primerenc data del 957, durant el regnat de Tailapa II quan encara els Chalukya occidentals eren vassalls dels rashtrakutes i Tailapa II governava a Tardavadi, en el modern districte de Bijapur, a Karnataka. L'origen dels reis Chalukya occidentals és encara incert. Una teoria, basada en documents de l'època, algunes inscripcions i el fet que els Chalukya occidentals empraven nom i títols utilitzats per la dinastia Chalukya del segle vi afirma que els primers van pertànyer al mateix llinatge que els segons; per contra, altres inscripcions de l'època semblen indicar que els Chalukya occidentals eren una dinastia sense relació alguna amb els antics chalukyas.
Els registres indiquen que va poder existir una rebel·lió fallida d'un reietó Chalukya, Chattigadeva, de la província de Banavasi (cap al 967), aliat a alguns caps Kadamba. Encara que aquesta va fracassar, va facilitar el més tard el seu successor Tailapa II s'independitzés. En efecte, alguns anys més tard, Tailapa II va recuperar el poder a la zona i va derrotar els raixtrakutes durant el regnat de Karka II, aprofitant el desordre en l'imperi causat per la invasió paramara de la capital (Manyakheta) del 973. Després de vèncer als raixtrakutes, Tailapa II va traslladar la capital a Manyajeta i va consolidar el domini Chalukya del Dècan occidental, sotmetent als paramara i a altres adversaris i estenent el seu control als territoris entre el riu Narmada i el Tungabhadra. Malgrat aquesta expansió, algunes inscripcions indiquen que Balagamve a Mysore va ser un centre polític rival fins al 1042, ja durant el regnat de Someshvara.
La rivalitat intensa entre el regne del Dècan occidental i els de la regió tamil es va accentuar al segle segle xi doncs ambdues parts desitjaven dominar la fèrtil regió entre els rius Krishna i Godavari anomenada Vengi (la costa del modern estat de Andhra Pradesh). Els Chalukya occidentals i la dinastia Chola van lliurar diverses conteses pel control d'aquesta zona estratègica. El poder dels Chola es va afermar durant el regnat del famós monarca Rajaraja I i del príncep Rajendra I Choladeva. Els Chalukya orientals de Vengi eren primers subjectes dels occidentals, però la influència dels Chola va créixer pels llaços maritals que unien als dos regnes. Com això perjudicava als Chalukya occidentals, aquests no van dubtar a intervenir política i militarment a Vengi. Quan Satyashraya va succeir en el tron a Tailapa II, va aconseguir protegir el seu regne de les agressions dels Chola i també els territoris del nord a Konkan i Gujarat, a pesar que el seu control de Vengi era feble. El successor de Satyashraya, Jayasimha II, va lliurar moltes batalles amb els Chola al sud al voltant de 1020-21 doncs tots dos regnes desitjaven escollir al nou monarca de Vengi. Poc després, entorn del 1024, Jayasimha II va sotmetre als paramara de l'Índia central i al rebel rei Yadava Bhillama.
Segons els registres, se sap que Jayasimha, fill de Someshvara I, el regnat del qual l'historiador Sen considera un període brillant de la història de la dinastia, va traslladar la capital a Kalyani cap al 1042.
Rajadhiraja I volia sotmetre el creixent poder de dels Chalukya Occidentals i restaurar la influència Chola amb els Chalukyes Orientals de Vengi, i per això va dirigir personalment una expedició al país telugu el 1046. Va derrotar les forces Chalukya Occidentals en la batalla de Dannada al Riu Krishna i va calar foc al seu fort. Aquesta expedició va ser seguida per un bon nombre d'incursions al país Chalukya fetes per l'exèrcit Chola en les que van capturar diversos generals i feudataris dels Chalukya i van demolir el palau Chalukya a Kampali. Les victorioses forces Chola van travessar el riu Krishna i van aixecar un pilar de victòria a un lloc anomenat Yetagiri. Després de la batalla de Pundur de 1047 el victoriós Rajadhiraja va entrar a la capital dels vençuts Chalukyes, que va ser saquejada. El 1068, Someshvara I, que patia una malaltia incurable, es va suïcidar ofegant-se en el riu Tungabhadra (Paramayoga). Malgrat els abundants conflictes amb els Chola al sud, Someshvara havia aconseguit mantenir el control dels territoris septentrionals de Konkan, Gujarat, Malwa i Kalinga. El seu successor, el seu primogènit Someshvara II, va haver de diputar el tron amb el seu germà menor Vikramaditya VI, un guerrer ambiciós que havia estat governador de Gangavadi al Dècan meridional al principi del regnat del seu germà. Abans del 1068, Vikramaditya VI, encara príncep, havia envaït Bengala i afeblit a l'Imperi Pala. Aquestes incursions van permetre el sorgiment de dinasties karnata com la Sena i la Varman a Bengala, i la de Nayanadeva a Bihar. Casat amb una princesa Chola (una filla de Virarajendra Chola), Vikramaditya VI va mantenir una aliança amb aquesta dinastia. Quan va morir el rei Chola el 1070, Vikramaditya VI va envair el regne tamil i va lliurar el tron al seu cunyat Adhirajendra, la qual cosa va desencadenar un conflicte amb Kulothunga Chola i el poderós sobirà de Vengi que el desitjava per a si mateix. Al mateix temps, Vikramaditya VI minava la posició del seu germà Someshvara II, i es confabulava amb els vassalls de la dinastia: els hoysala, els seuna i els kadambes de Hangal. Preveient l'esclat de la guerra civil, Someshvara II es va aliar amb els enemics del seu germà, Kulothunga Chola I i els kadambes de Goa. Quan per fi es va desencadenar la guerra entre els dos germans el 1076, Vikramaditya VI va resultar vencedor i es va proclamar sobirà de l'Imperi Chalukya.
El regnat de cinquanta anys de Vikramaditya VI, el més destacat dels últims Chalukya, va ser un període important de la història de Karnataka que els historiadors denominen «era Vikrama Chalukya». Aquest sobirà va controlar eficaçment als seus vassalls, tant del nord (Kadamba Jayakesi II de Goa, Silhara Bhoja i el rei yadava) com del sud (Hoysala Vishnuvardhana), i es va enfrontar amb fortuna als Chola, als quals va derrotar en la batalla de Vengi el 1093 i novament el 1118. Va conservar aquest territori durant molts anys, a pesar els continus intents dels Chola per dominar-los. La victòria de Vengi va reduir la influència Chola al Dècan oriental i va fer a Vikramaditya senyor dels territoris que s'estenen entre el riu Kaveri al sud i el Narmada al nord; aquestes conquestes li van proporcionar els títols de Permadideva i Tribhuvanamalla ("senyor de tres mons"). Els estudiosos contemporanis el van enaltir tant per la seva habilitat militar, com pel seu interès en les belles arts i la seva tolerància religiosa. La literatura va florir durant el seu regnat i els estudiosos que escrivien tant en kannada com en sànscrit es congregaven a la seva cort. El poeta Bilhana, que provenia de la llunyana Caixmir, va lloar al rei en la seva coneguda obra Vikramankadeva Charita. Vikramaditya VI no va ser solament un guerrer capaç, sinó també un rei devot, com testifiquen les nombroses inscripcions que registren el seu mecenatge i protecció de savis i centres religiosos.
El conflicte permanent amb els Chola va esgotar tant a aquests com als Chalukya, la qual cosa va donar oportunitat als seus vassalls a rebel·lar-se. En les dècades que van seguir la mort de Vikramaditya VI el 1126, l'imperi va decaure gradualment, al mateix temps que els vassalls augmentaven en autonomia i dominaven cada vegada més territori. Entre 1150 i 1200 es van succeir les batalles sagnants entre els Chalukya i els seus vassalls, que a més s'enfrontaven entre ells. En temps de Jagadhekamalla II, els Chalukya van perdre Vengi i el seu successor, Tailapa III, va ser derrotat pel rei kakatiya Prola el 1149. Tailapa III va ser capturat i més tard alliberat, la qual cosa va afectar el prestigi de la dinastia. Aprofitant la decadència dels Chalukya, els hoysales i seunes també van augmentar el seu territori a costa de l'imperi. El hoysala Narasimha I va derrotar i va matar a Tailapa III, però no va poder vèncer als kalachuris, que li disputaven el control de la regió. En 1157 el kalachuri Bijjala II va conquistar Kalyani i la va ocupar durant vint anys, la qual cosa va obligar els Chalukya a traslladar la capital a Annigeri, al modern districte de Dharwar.
Els kalachuris s'havien establert al Dècan meridional provinents de l'Índia central i es deien a si mateixos Kalanjarapuravaradhisavares. Bijjala II i els seus avantpassats havien governat com a comandants Chalukya (Mahamandaleshwar) a les províncies de Karhad-4000 i Tardavadi-1000 (que ocupaven els territoris de les modernes Karnataka i Maharashtra) amb Mangalavada o Annigeri com a capital. El registre Chikkalagi de Bijjala II de 1157 el denomina Mahabhujabala Chakravarti («emperador de forts braços i espatlles»), indicant que ja no era vassall dels Chalukya. No obstant això, els successors de Bijjala II no van ser capaços de mantenir-se a Kalyani i el seu govern a la regió va acabar el 1183, quan l'últim dels Chalukya, Someshvara IV, va tractar de restarurar l'imperi i va recuperar Kalyani. En aquest xoc, el rei kalachuri Sankama va morir a mans del general chalukya Narasimha. Això va coincidir amb l'auge de l'ambiciós rei hoysala Veera Ballala II, que es va enfrontar en diverses ocasions amb els Chalukya i amb els altres rivals que es disputaven el territori de l'imperi. Encara que va derrotar el Chalukya Someshvara IV i al seuna (yadava) Bhillama V i es va apoderar de amplies regions de la vall del Krishna, no va aconseguir batre als kalachuris. També els seunes de Bhillama V tractaven d'estendre el seu territori quan els chalukyas van recuperar Kalyani. Encara que la seva expansió es va detenir temporalment quan els va derrotar el general Chalukya Barma el 1183, la van reprendre a partir de 1189.
Els intents de Someshvara IV de restaurar l'Imperi Chalukya van fracassar; els reis Seuna governants van enviar a l'exili a Someshvara IV, a Banavasi el 1189. Després de la caiguda dels Chalukya, els seunes i els hoysales van continuar disputant-se la regió del riu Krishna en 1191, conflicte en el qual la sort va afavorir alternativament als dos bàndols enfrontats. En aquest període van desaparèixer dos grans imperis, el dels Chalukya occidentals del Dècan i el dels Chola de Tamilakam. Als territoris que aquests havien dominat van sorgir regnes dels seus antics vassalls els conflictes dels quals van omplir els annals de la història del Dècan durant més de cent anys; els pandya van controlar algunes regions de l'antic Imperi Chola.

## Administració

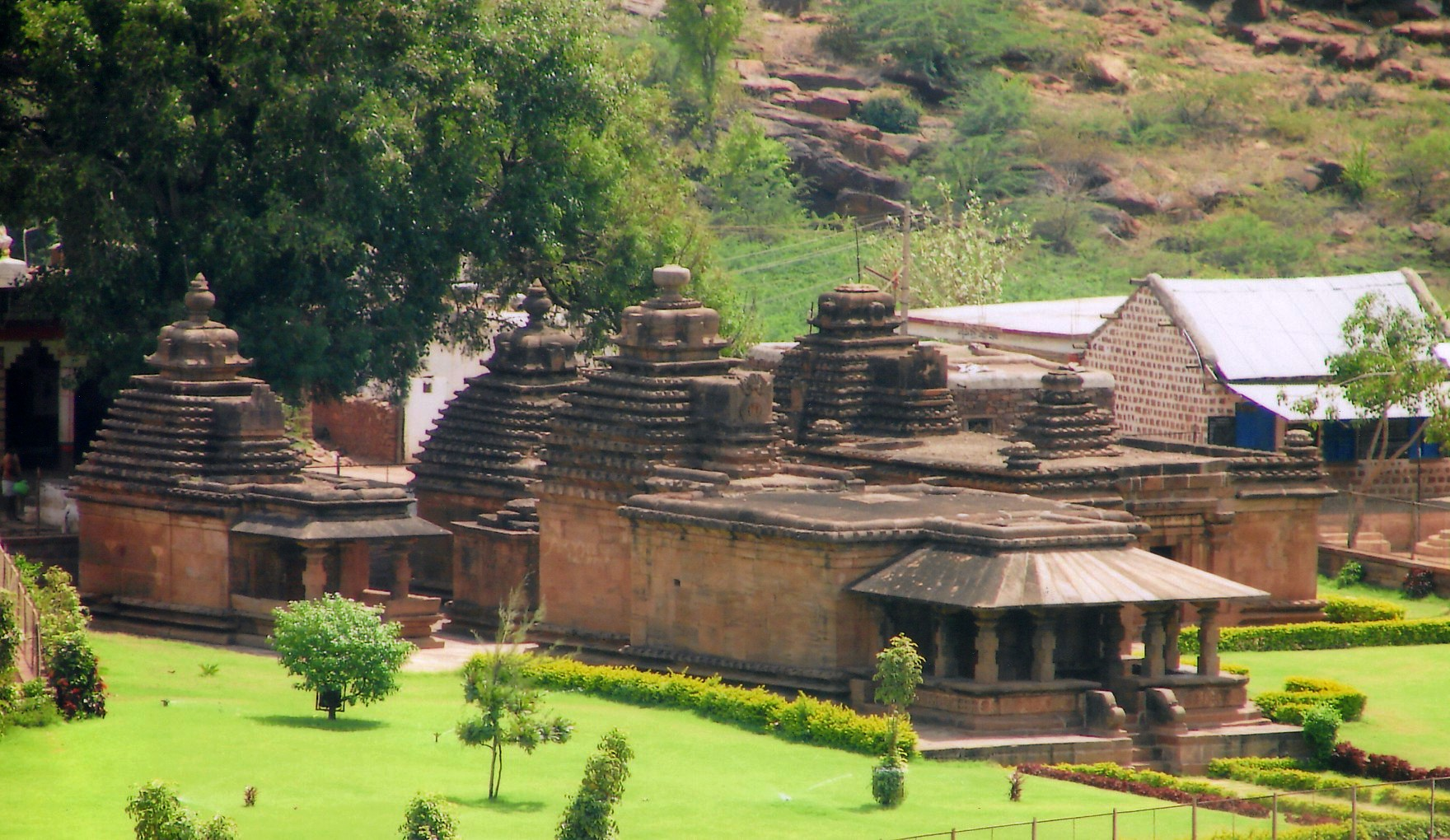
El grup de temples Mallikarjuna, a Badami al districte de Bagalkot de Karnataka.

La successió al tron entre els Chalukya occidentals es feia de pares a fills mascles; el poder passava al germà del rei si aquest mancava d'hereu mascle. L'administració estava molt descentralitzada i els vassalls com els alupes, hoysales, kakatiyes, seunes, kalachuris meridionals i altres gaudien d'una àmplia autonomia per governar els seus territoris, amb tal que paguessin un tribut anual a l'emperador Chalukya.[52] Les inscripcions descobertes esmenten títols com el de Mahapradhana (ministre principal), Sandhivigrahika, i Dharmadhikari (jutge principal). Alguns càrrecs com el de Tadeyadandanayaka (cap de l'exèrcit de reserva) eren molt especialitzats, però tots els títols ministerials incloïen la funció de Dandanayaka (comandant), la qual cosa demostra que els membres del gabinet tenien instrucció militar a més d'administrativa.
El regne es dividia en províncies amb noms com Banavasi-12000, Nolambavadi-32000, Gangavadi-96000, que incloïen el nombre de pobles que la formaven. Les províncies se subdividien en altres més petites, que contenien un nombre menor de pobles, com Belavola-300. La jerarquia administrativa consistia en províncies grans (mandala), dividides en nadu, que al seu torn es componien de kampanas (grups de pobles) i aquests de bada (pobles). El govern d'un mandala s'atorgava a un membre de la família real, un vassall fidel o un funcionari principal. Tailapa II va ser precisament governador de la província de la mandala de Tardavadi durant el període raixtrakuta. Els governadors podien passar d'un mandala a un altre. Per exemple, se sap que un funcionari anomenat Bammanayya administrava Banavasi-12000 durant el regnat de Someshvara III i després va passar a gestionar Halasige-12000. Les dones de la família real també administraven nadus i kampanas. Els caps de l'exèrcit portaven el títol de Mahamandaleshwares i els que tenien comandament sobre un nadu, el de nadugouvnda.
Els Chalukya occidentals van encunyar «pagodes d'or» amb inscripcions en kannada i Devanagari; aquestes eren monedes d'or grans i primes amb diversos motius impresos en l'anvers. Entre els motius més habituals estaven el lleó estilitzat (Sri en kannada), la punta de llança, el títol del rei i el lotus. Els textos inscrits en les monedes varien d'uns reis a uns altres: en les de Jayasimha apareix Sri Jaya; en les de Someshvara I, Sri Tre lo ka malla; en les de Someshvara II, Bhuvaneka malla; en les de Lakshmideva, Sri Lasha; i en les de Jagadhekamalla II, Sri Jagade. Els alupes, vassalls dels chalukyas, van encunyar monedes amb el text en kannada i devanagari Sri Pandya Dhanamjaya. Les principals seques (tankhashaley) es trobaven a Lakkundi al districte de Gadag i a Sudi, al de Dharwad. Les monedes d'or de major pes eren, per ordre: la gadyanaka, de 96 grans; la dramma, de 65 grans; la kalanju, de 48; la kasu, de 15; la manjadi, de 2,5; la akkam, d'1,25; i la pana, de 9,6.

## Economia

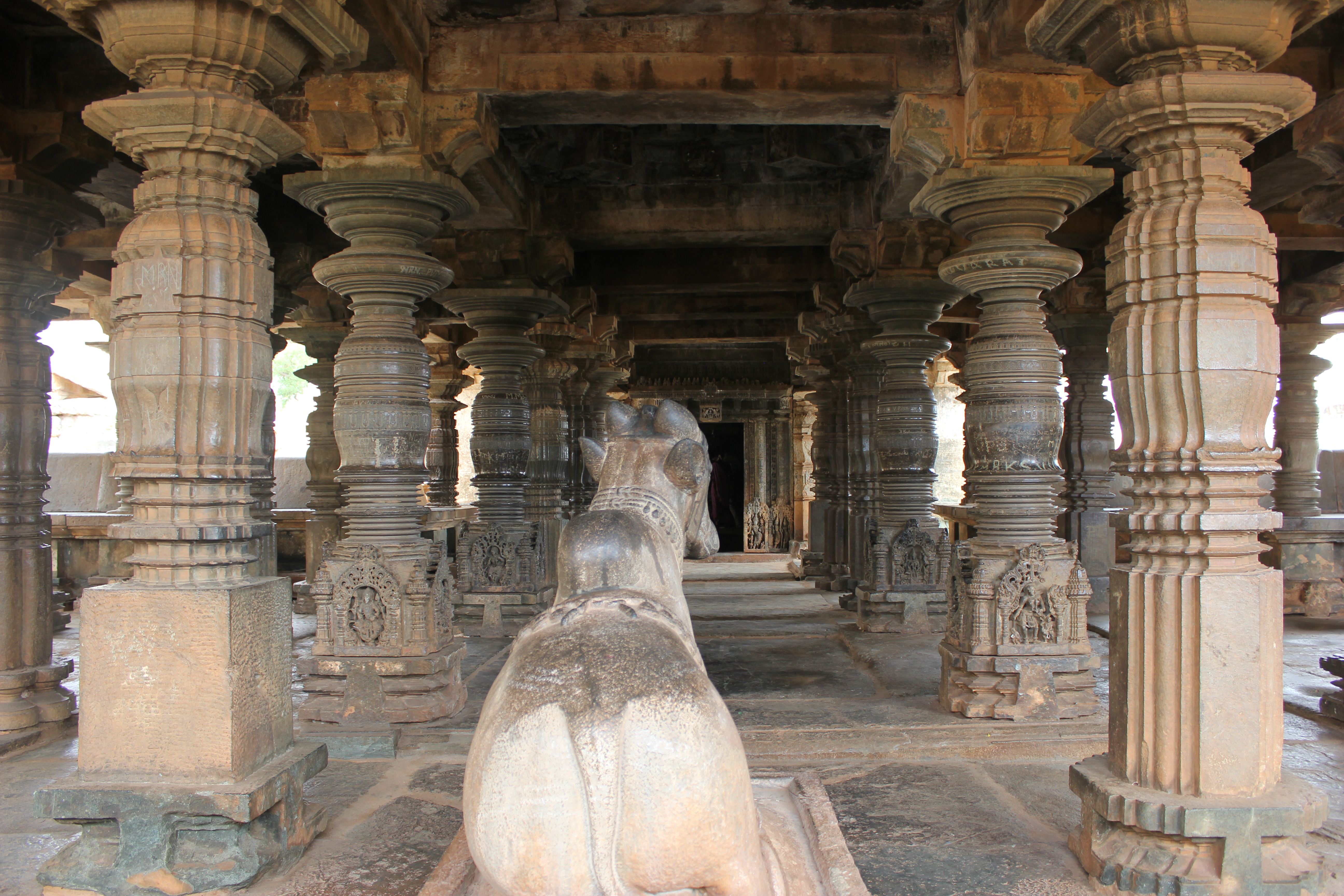
Mantapa ricament decorat del temple de Kalleshvara (987) de Bagali, al districte de Davanagiri.

La principal font d'ingressos per a l'imperi era l'agricultura: es tributava tant per la terra i com per les collites. La majoria de la població vivia en pobles i treballava en conrear els productes bàsics: l'arròs, les llegums i el cotó a les zones seques i la canya de sucre en les que comptaven amb pluges suficients per al cultiu; els principals cultius per a la venda comercial eren l'areca i el bètel. Les condicions de vida dels peons que treballaven la terra deu haver estat suportable, ja que no hi ha registres de rebel·lions dels jornalers contra els terratinents. Si els camperols se sentien descontents, el costum era traslladar-se en grup lluny de la jurisdicció del governador que ho causava, la qual cosa privava a aquest dels ingressos del treball dels emigrats.
Es gravaven tant les mines com els productes forestals, i l'Estat obtenia ingressos afegits dels peatges per l'ús de les instal·lacions de transport. Es cobraven també arantzels, taxes per llicències professionals i multes judicials. Es tributava així mateix pels cavalls i la sal i per altres mercaderies com l'or, les teles i els perfums, i també pels productes agrícoles com el pebre negre, les espècies, les fulles de bètel, les de palmell, els cocos i el sucre. La gradació dels impostos per la terra es basava en cadastres en els quals es registraven la qualitat de terra i el tipus de collita. Els registres Chalukya distingeixen almenys cinc tipus de terra, cadascun amb una càrrega tributària diferent: les terres negres, les vermelles, els aiguamolls, la de secà i els erms.
La figura clau, segons les inscripcions, a les zones rurals era el gavunda (funcionari) o gouda. Existien dos tipus, pertanyents a dos estrats econòmics diferents: el praja gavunda (gavunda popular) i el prabhu gavunda (senyor de gavundas). Aquests funcionaris representaven al poble davant els governants i al mateix temps feien tasques administratives, com el cobrament d'impostos i la lleva de reclutes. En les inscripcions se'ls esmenta en relació amb diferents tasques: la gestió de transaccions de terrenys, el manteniment dels sistemes de reg, la recaptació d'impostos als pobles i les labors administratives de les juntes dels pobles.
La formació d'empreses es va generalitzar durant el segle xi. Gairebé totes les arts i els oficis es van organitzar en gremis i el seu treball es duia a terme en corporacions; els registres no esmenten artistes, escultors o artesans individuals. Solament a les regions governades pels hoysales apareixen els noms d'escultors individuals gravats en les seves obres. Els mercaders es van organitzar en poderosos gremis independents de la política, la qual cosa els permetia quedar apartats dels efectes de les guerres i revolucions. La seva única amenaça era la possibilitat que els bandits robessin les seves mercaderies, assaltant vaixells i caravanes quan aquestes viatjaven a terres llunyanes. Entre els principals gremis de mercaders del sud de l'Índia estaven: manigramam, nagarattar i anjuvannam. Els gremis locals es deien nagaram; els nanadesis eren comerciants de regnes veïns. El més opulent i influent de tots els gremis de mercaders indis del sud era l'anomenat ainnurruvar, conegut també com els «cinc-cents svamis de Ayyavolepura» (bramans i mahajanas del modern Aihole), que feien abundants operacions comercials, tant en terra com en el mar, acaparant gran part del comerç exterior de l'imperi. Extremadament gelosos dels seus estatuts (els vira bananjudharma o llei dels mercaders nobles), sovint encarregaven inscripcions (prasasti) per celebrar les seves principals operacions comercials. S'han trobat cinc-centes prasasti amb la bandera i el símbol de l'associació, el toro, prova de l'orgull del gremi per les seves activitats.
Els comerciants rics contribuïen notablement a la hisenda real mitjançant el pagament d'arantzels d'importació i exportació. Els edictes dels svamis de Aihole esmenten relacions comercials amb diversos regnes estrangers: Chera, Pandya, Maleya (Malàisia peninsular), Magadha, Kosala, Saurashtra, Kurumba, Kambhoja (Cambodja), Lata (Gujarat), Parasa (Pèrsia) i Nepal. Els mercaders Chalukya viatjaven tant per terra com per mar per vendre principalment pedres precioses, espècies i perfums, i altres mercaderies característiques de la regió, com la càmfora. El pròsper comerç de pedres precioses se centrava en la venda de diamants, Lapislàtzuli, Ònix, Topazi, carboncles i maragdes. Les espècies més venudes eren el cardamom, el safrà, i el clavell d'espècie; entre els perfums destacava els basats en el sàndal, el bdellium, l'almesc, la civeta i la rosa. Aquests productes es venien tant a l'engròs com al detall, als carrers de les ciutats. Els Chalukya occidentals controlaven la majoria de la costa occidental de l'Índia meridional i al segle segle x havien establert llaços comercials amb la dinastia Tang de la Xina, els imperis de l'Àsia Sud-oriental i el Califat Abbàssida de Bagdad; al segle segle xii les flotes xineses acudien sovint als ports indis. Els productes que s'exportaven a la Xina de la dinastia Song eren principalment teles, espècies, plantes medicinals, joies, ivori, banya de rinoceront, banús i càmfora. Els mateixos productes també s'enviaven als ports de l'oest com Dhofar i Aden. Aquests productes acabaven a Pèrsia, Aràbia i Egipte. El pròsper port de Siraf, en la costa oriental del golf pèrsic, era un centre comercial important al que acudien mercaders de diferents nacions, entre elles l'Imperi Chalukya, als quals s'oferien festes quan ho visitaven. Un símptoma de la importància dels comerciants indis a Siraf prové dels registres, que esmenten els plats que se'ls reservaven per als banquets. Altres productes que rebia Siraf des de l'imperi eren la fusta d'àloe, els perfums, el sàndal i els condiments. La importació més cara a l'Índia meridional eren els cavalls àrabs, mercaderia que acaparaven els mercaders àrabs i els bramans locals. El viatger Marco Polo, al segle xiii, va observar que la cria dels cavalls mai va florir a l'Índia a causa del clima, el tipus de terra i de pastures.

## Cultura

### Religió

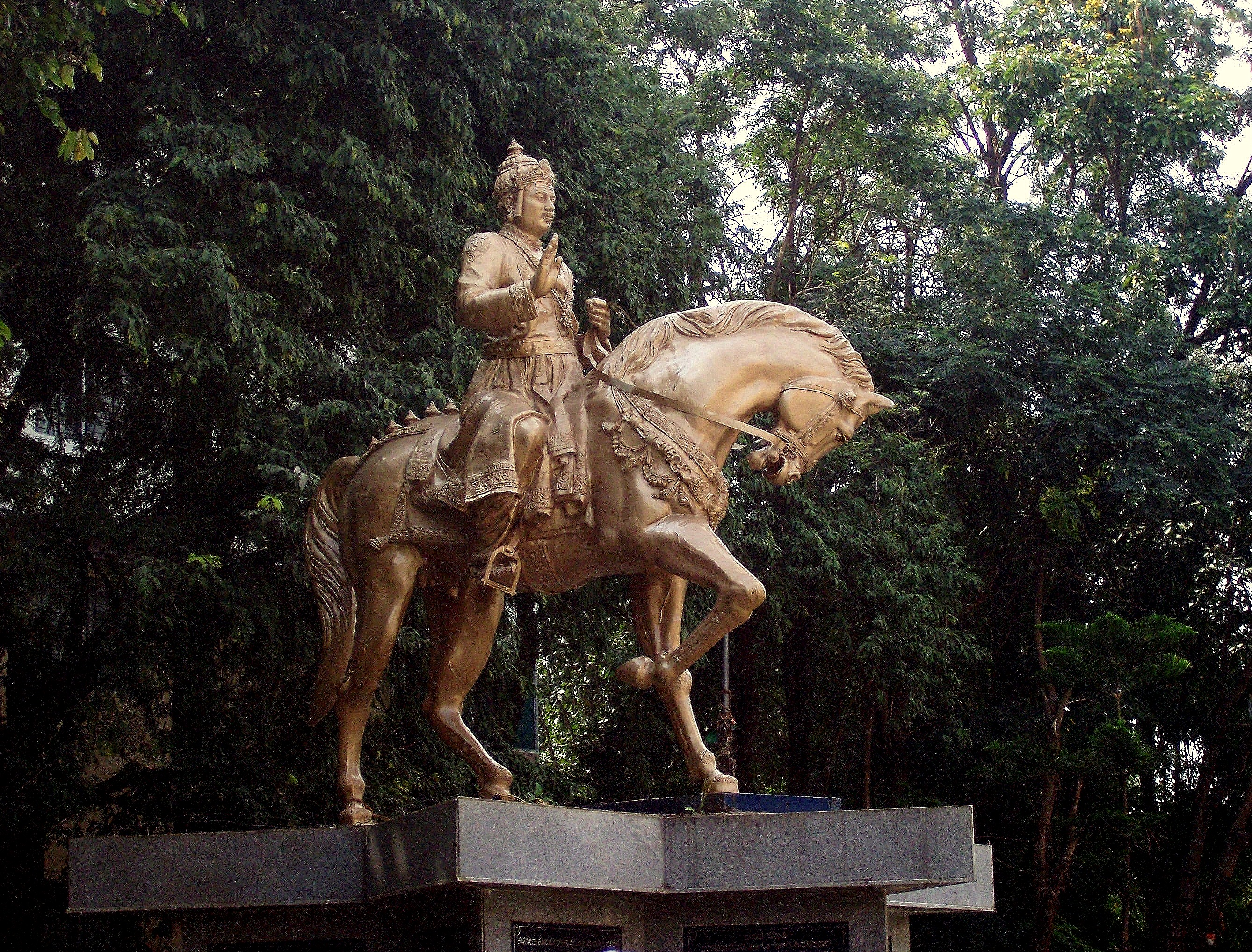
Estàtua de Basavanna

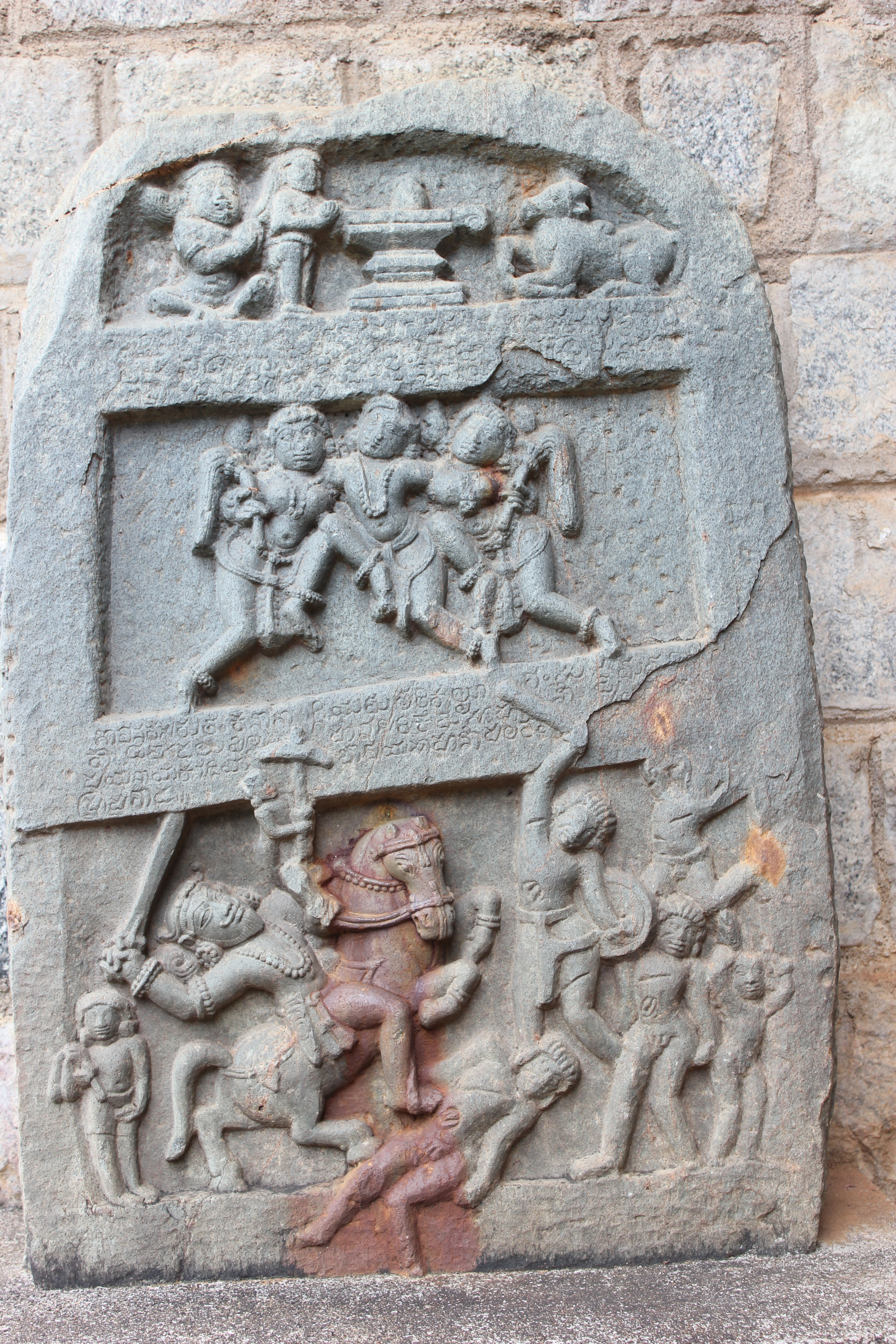
«Pedra d'herois» amb inscripció en kannada antic (1115) del regnat de Vikarmaditya VI, que es troba en el temple de Kedareshvara a Balligavi.

La conquesta de l'Imperi raixtrakuta pels Chalukya occidentals al segle x, que va coincidir amb la derrota de la dinastia ganga occidental pels Cholas a Gangavadi, va ser un revés pel jainisme. El creixement del virashaivismo al territori chalukya i de l'hinduisme vaishnava a la regió de Hoysala va ser contemporani d'un desinterès cada vegada major en el jainismo, a pesar que els diversos regnes van seguir mantenint la tolerància religiosa.[67] Es va mantenir la protecció real a dos llocs de culte jainista a la regió de Hoysala: Shravanabelagola i Kambadahalli. La decadència del budisme en l'Índia meridional havia començat al segle VIII a causa de l'expansió de la filosofia advaita vedanta de Adi Xankara Advaita.[nota 29] Els únics llocs de culte budista que quedaven en temps dels chalukyas occidentals eren Dambal i Balligavi.[nota 30] No hi ha esments de conflictes religiosos en els escrits i inscripcions de l'època, per la qual cosa se suposa que la transició religiosa va ser pacífica.
A pesar que l'origen de la fe predicada per Virashaiva no és clar, el moviment va créixer gràcies la seva associació amb Basavanna al segle xii. Basavanna i altres sants Virashaiva predicaven una fe sense sistema de castes. En els seus vachanes (una forma de poesia), Basavanna es dirigia a les masses en kannada senzill i va escriure que «el treball és adoració» (Kayakave Kailasa). Anomenats també Lingayats (adoradors de lingas, el símbol universal de Xiva), aquests virashaives qüestionaven moltes de les normes socials com la creença en els rituals i la teoria de la resurrecció, recolzaven el matrimoni de les vídues i el de les solteres madures. Encara que això va donar major llibertat social a les dones, no les va arribar a admetre en el sacerdoci. Ramanujacharya, que presidia la comunitat del monestir vaishnava de Srirangam, va viatjar al territori hoysala i va predicar el mètode de la devoció (bhakti marga). Més tard va escriure el Sribhashya, un comentari del Brahma-sutra Badarayana, una crítica de la filosofia advaita de Adi Shankara. Com a conseqüència de l'estada de Ramanujacharya s Melkote, el rei hoysala Vishnuvardhana es va convertir al vaixnavisme, fe que van mantenir els seus successors.
Tots aquests canvis religiosos van tenir importants repercussions en la cultura, literatura i arquitectura de l'Índia meridional. Als segles següents, van aparèixer destacades obres de metafísica i poesia basades en els ensenyaments dels filòsofs d'aquesta època. Akka Mahadevi, Allama Prabhu i molts altres seguidors de Basavanna, incloent a Chenna Basava, Prabhudeva, Siddharama, i Kondaguli Kesiraja, van compondre els centenars de poemes anomenats vachanas en honor de Xiva. Els il·lustres estudiosos de la cort hoysala, Harihara i Raghavanka eren virashaives. Aquesta tradició va continuar durant l'Imperi de Vijayanagar amb famoses figures com Singiraja, Mallanarya, Lakkana Dandesa i altres escriptors prolífics d'obres virashaivas. Les dinasties Saluva, Tuluva i Aravidu de l'Imperi de Vijayanagar eren seguidors del vaixnavisme i encara es conserva un temple vaixnavita amb una imatge de Ramanujacharya a la regió de Vitthalapura a Vijayanagara. Els estudiosos del posterior Regne de Mysore van escriure també obres vaixnavites enaltint els ensenyaments de Ramanujacharya. El rei Vishnuvardhana va construir molts temples després de la seva conversió del jainismo al vaixnavisme.

### Societat

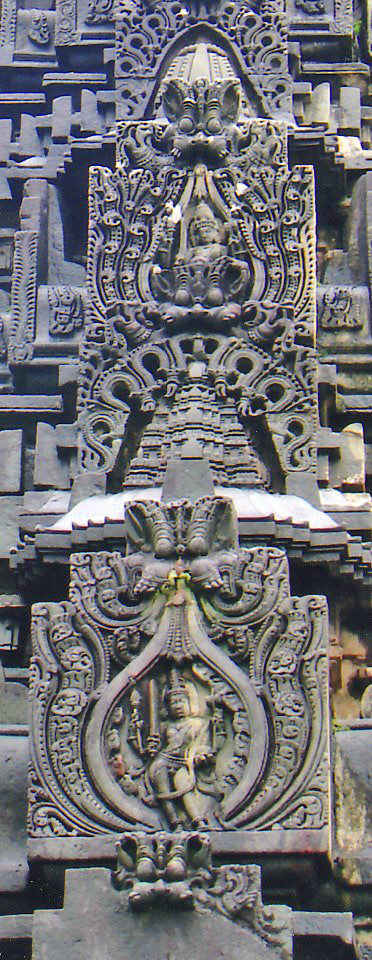
Relleu Kirtimukha del temple Kedareswara a Balligavi, al districte de Shimoga

El sorgiment del viraxaivaisme va ser revolucionari i amenaçava a l'estès sistema de castes hindú, que comptava amb el suport real. La participació de les dones en la societat variava en funció del seu estat econòmic i nivell d'educació durant aquest període relativament liberal. Les dones de la reialesa i de les famílies urbanes riques eren les que gaudien d'una major llibertat. Els registres esmenten la participació de dones en les belles arts, com la reina Chalukya Chandala Devi i la reina kalachuri Sovala Devi, expertes en música i dansa. Entre les obres de trenta poetises vachana, es troben les de la famosa mística virashaiva Akka Mahadevi, coneguda per la seva devoció pel moviment bhakti. Els registres contemporanis indiquen que algunes dones de la reialesa van participar en assumptes administratius i bèl·lics, com la princesa Akkadevi, (germana del rei Jayasimha II) que es va enfrontar i va vèncer a alguns vassalls rebels. Les inscripcions posen l'accent en l'acceptació social de la viudetat; encara que el sati (un costum per la qual la vídua es llançava a la pira funerària del seu marit per suïcidar-se) existia, tenia caràcter voluntari. Existien els suïcidis rituals per aconseguir la salvació: entre els jainistes predominava el dejuni fins a la mort (salekana), mentre que altres grups preferien llançar-se sobre estaques (shoolabrahma) o internar-se en el foc durant els eclipsis.
Amb un sistema social de castes palmari, a l'Imperi els bramans gaudien d'una posició privilegiada pels seus coneixements i per ser els jutges dels pobles. La majoria dels bramans es dedicaven a labors relacionades amb la religió i el saber, encara que uns pocs van destacar en carreres militars. Els protegien tant els reis com els nobles, que els animaven a instal·lar-se en determinats pobles i ciutats mitjançant la concessió de terres i cases. El regne entenia que atreure a aquests cultes bramànics l'afavoria, ja que els considerava indiferents a la riquesa i el poder i es creia que els seus coneixements eren un instrument útil per inculcar disciplina i conductes ètiques a la comunitat. També participaven en la resolució dels problemes dels pobles com a àrbitres neutrals en les disputes (panchayat).
Quant als hàbits alimentosos, els bramans, jainistes, budistes i xaives era estrictament vegetarians mentre que altres comunitats religioses si que menjaven carn. Als mercats es venia tant carn d'animals domesticats com a cabres, ovelles, porcs i gallines com altres més exòtiques com la de perdiu, llebre i senglar.
Els espectacles d'interior més habituals eren la lluita (kusti) i les baralles d'animals —de galls o de carners— i les apostes. Les carreres de cavalls eren també un entreteniment habitual. Els festivals i les fires eren a més freqüents i sovint comptaven amb l'actuació de grups ambulants d'acròbates, ballarins, actors i músics.
Les escoles i els hospitals estan esmentats en els registres i aquests foren construïts en la proximitat de temples. Els mercats van servir de ajuntaments al aire lliure on les persones es reunien per parlar i ponderar assumptes locals. Els cors, la funció principal dels quals era cantar himnes de devoció, van ser mantinguts pels temples. Homes joves eren entrenats per cantar en els cors en escoles i quedaven subjectes a monestirs com Hindu Matha, Jain Palli i vihares budistes. Aquestes institucions van proporcionar educació avançada en religió i ètica i estaven ben equipats amb biblioteques (Saraswati Bhandara). L'aprenentatge va ser impartit en la llengua local i en sànscrit. Les escoles d'aprenentatge superior es van anomenar Brahmapuri (o Ghatika o Agrahara). Ensenyar el sànscrit era un monopoli de Bramins que van rebre dotacions reals per a la seva causa. Les inscripcions esmenten que el nombre de temes a ensenyar variava de quatre a divuit. Els quatre temes més populars amb alumnat real eren Economia (Vartta), Ciència Política (Dandaniti), Veda (trayi) i Filosofia (Anvikshiki).

### Literatura

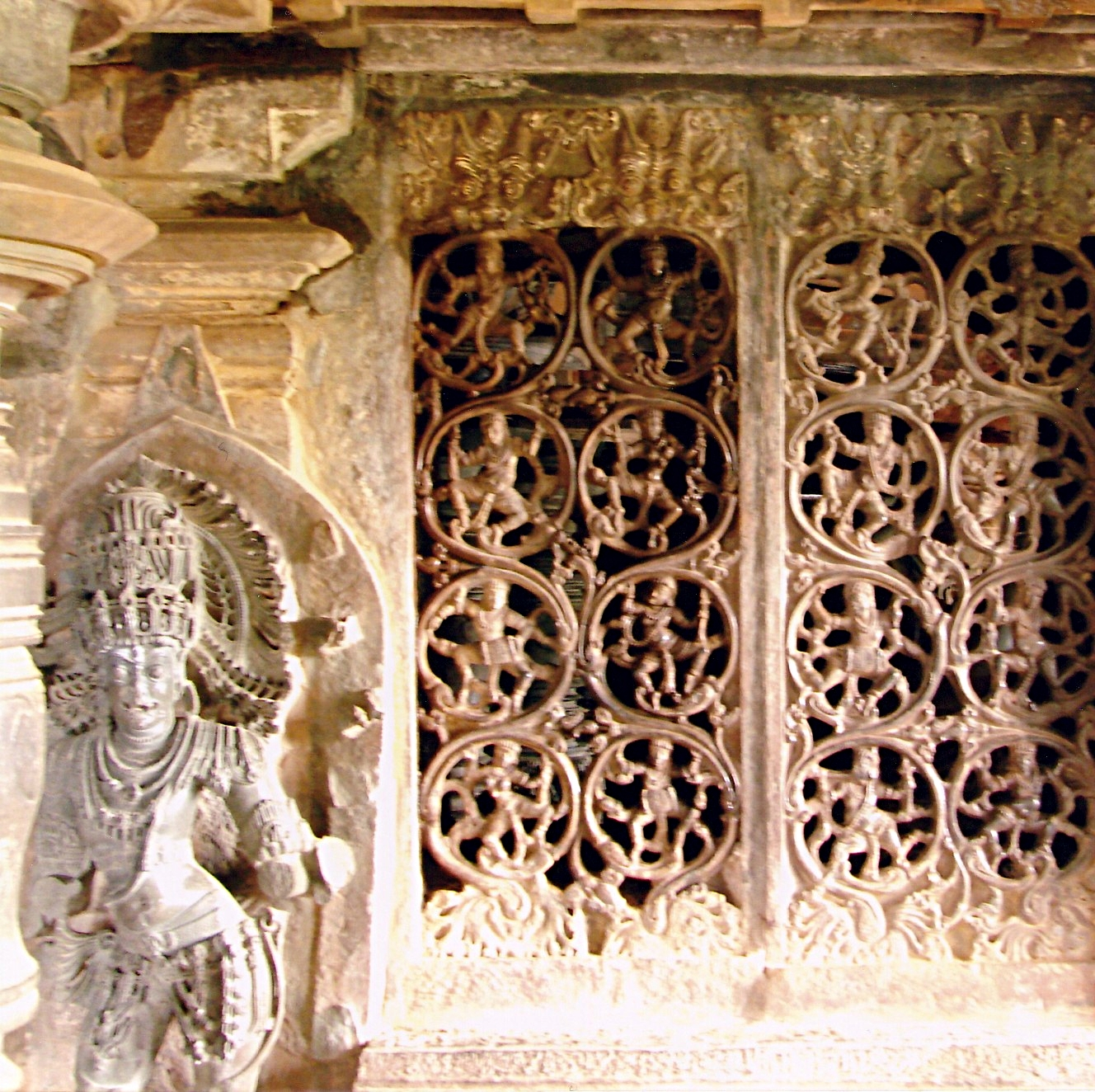
Gelosia del temple de Tripurantkesvara, a Balligavi, al districte de Shimoga.

En el període dels Chalukya occidentals va haver-hi un notable desenvolupament de la literatura en l'idioma local, el kannada, i en sànscrit. En una època d'esplendor de la literatura kannada, els estudiosos jainistes escrivien sobre la vida dels tirthankaras i els poetes virashaivas expressaven la seva devoció a Déu mitjançant poemes breus anomenats vachanas. Es coneixen gairebé tres-cents vachanakaras (escriptors de vachanas), d'ells trenta dones. Les primeres obres dels escriptors bramans tractaven sobre les narracions èpiques, el Ramayana, el Majabharata, el Bhagavata, els puranes i els vedes. En la literatura secular, van aparèixer les primeres obres sobre temes romàntics, eròtics, enciclopèdics i sobre medicina, lèxic, matemàtiques i astrologia.
Els més notable entre els erudits kannada eren Ranna, gramàtic; Nagavarma II, ministre; Durgasimha; i el Virashaiva sant i reformista social Basavanna. Ranna qui era patronitzat pel rei Tailapa II i Satyashraya és una de les "tres gemmes de la literatura Kannada". Tailapa II li va donar el títol de "Emperador entre poetes" (Kavi Chakravathi) i té cinc treballs importants al seu crèdit. D'aquests, Saahasabheema Vijayam (o Gada yuddha) del 982 en estil Champu és un eulogi del seu patró el rei Satyashraya a qui compara a Bhima en valor i consecucions i narra el duel entre Bhima i Duryodhana utilitzant elements del divuitè dia de la guerra del Mahabharata. Va escriure Ajitha purana el 993 descrivint la vida del segon Tirthankara, Ajitanatha.
Nagavarma II, poeta laureat (Katakacharya) del rei Jagadhekamalla II va fer contribucions a la literatura Kannada en diversos temes. El seu treballa en poesia, prosòdia, gramàtica i vocabulari són autoritats estàndards i la seva importància a l'estudi de la llengua Kannada és reconeguda. Kavyavalokana en poesia, Karnataka-Bhashabhushana en gramàtica i Vastukosa un lèxic (amb els quivalents kannada per a paraules del sànscrit) són algunes de les seves contribucions comprensibles. Molts treballs sobre medicina van ser produïts durant aquest període. Notable entre ells foren Jagaddala Somanatha Karnataka Kalyana Karaka.
En aquesta època va sorgir una forma única i particular de literatura poètica en kannada anomenada «vachanas». Consistien en escrits de místics que expressaven la seva devoció a Déu en poemes senzills que la població en general podia apreciar. Els més famosos van ser Basavanna, Akka Mahadevi, Allama Prabhu, Channabasavanna i Siddharama.
En sànscrit un poema ben conegut (Mahakavya) en 18 cants anomenat Vikramankadeva Charita del poeta de Caixmir Bilhana, narra en estil d'èpica la vida i consecucions del seu patró el rei Vikramaditya VI. El treball narra l'episodi de la pujada al tron de Vikramaditya VI després d'enderrocar el seu germà gran Someshvara II. El gran matemàtic indi Bhaskara II (nascut vers 1114) va florir durant aquest temps. Són obres pròpies el famós Siddhanta Siromani (vers 1150, comprenent el Lilavati, Bijaganita sobre àlgebra, Goladhaya sobre el globus celestial i Grahaganita sobre planetes). Era nadiu de Bijjada Bida (modern Bijapur).
Manasollasa o Abhilashitartha Chintamani del rei Someshvara III (1129) fou un treball de sànscrit pretès per a totes les seccions de la societat. Això és un exemple d'una enciclopèdia primitiva en cobertura de sànscrit, incloent medicina, màgia, ciència veterinària, pedres precioses i perles, fortificacions, pintura, música, jocs, distraccions etc. El llibre serveix per saber l'estat de coneixement en aquells temes en aquell temps. Someshwara III també fou autor d'una biografia del seu pare el famós Vikramaditya VI anomenada Vikraman-Kabhyudaya. El text és en prosa, una narració històrica que també inclou una descripció gràfica de la geografia i la gent de Karnataka.
Un erudit de sánscrito Vijnaneshwara esdevingué famós en el camp de literatura legal per la seva Mitakshara, en la cort de Vikramaditya VI. Potser el treball més reconegut en aquell camp, Mitakshara és un tractat de lleis (comentari a Yajnavalkya) basat en escriptures més anteriors i que ha trobat acceptació en parts de l'Índia moderna. Un anglès, Colebrooke, més tard la va traduir en part a l'anglès. Algunes obres literàries importants d'aquell temps van relacionar a la música i els instruments musicals com el Sangita Chudamani, Sangita Samayasara i Sangita Ratnakara.

### Arquitectura

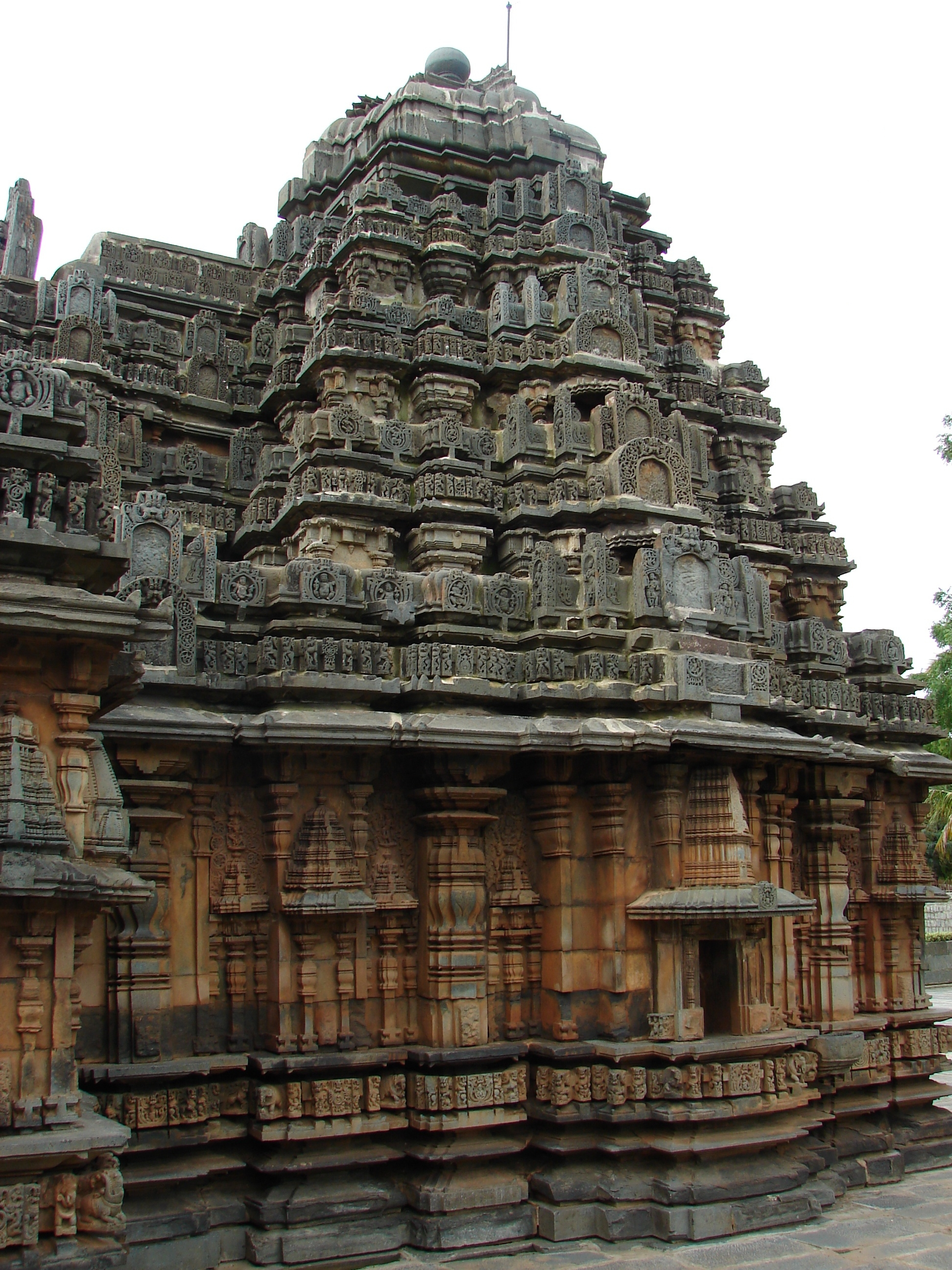
Típic vimana drávida dels Chalukyes occidentals del temple Siddesvara a Haveri, Karnataka.

El període dels Chalukya occidentals va ser important en el desenvolupament de l'arquitectura del Dècan. L'estil que va predominar va ser intermedi entre la dels Chalukya de Badami del segle segle viii i l'arquitectura dels Hoysala que es va estendre a la regió al segle segle xiii. L'estil artístic dels Chalukya occidentals es diu de vegades «estil Gadag», pels nombrosos temples profusament decorats que van construir a la regió entre els rius Tungabhadra i Krishna que pertany al modern districte de Gadag, a Karnataka. La construcció de temples va aconseguir la seva esplendor i l'estil la seva maduresa al segle xii, quan es van edificar més de cent temples per tot el Dècan, encara que més de la meitat es concentren a Karnataka central. A més dels temples, l'arquitectura de la dinastia és famosa pels pous amb escalinates (pushkarni) que servien per a banys rituals; diversos d'ells encara es conserven en bon estat a Lakkundi. Alguns Estats posteriors, com el dels hoysalas i l'Imperi de Vijayanagar, van copiar aquest tipus de construcció.

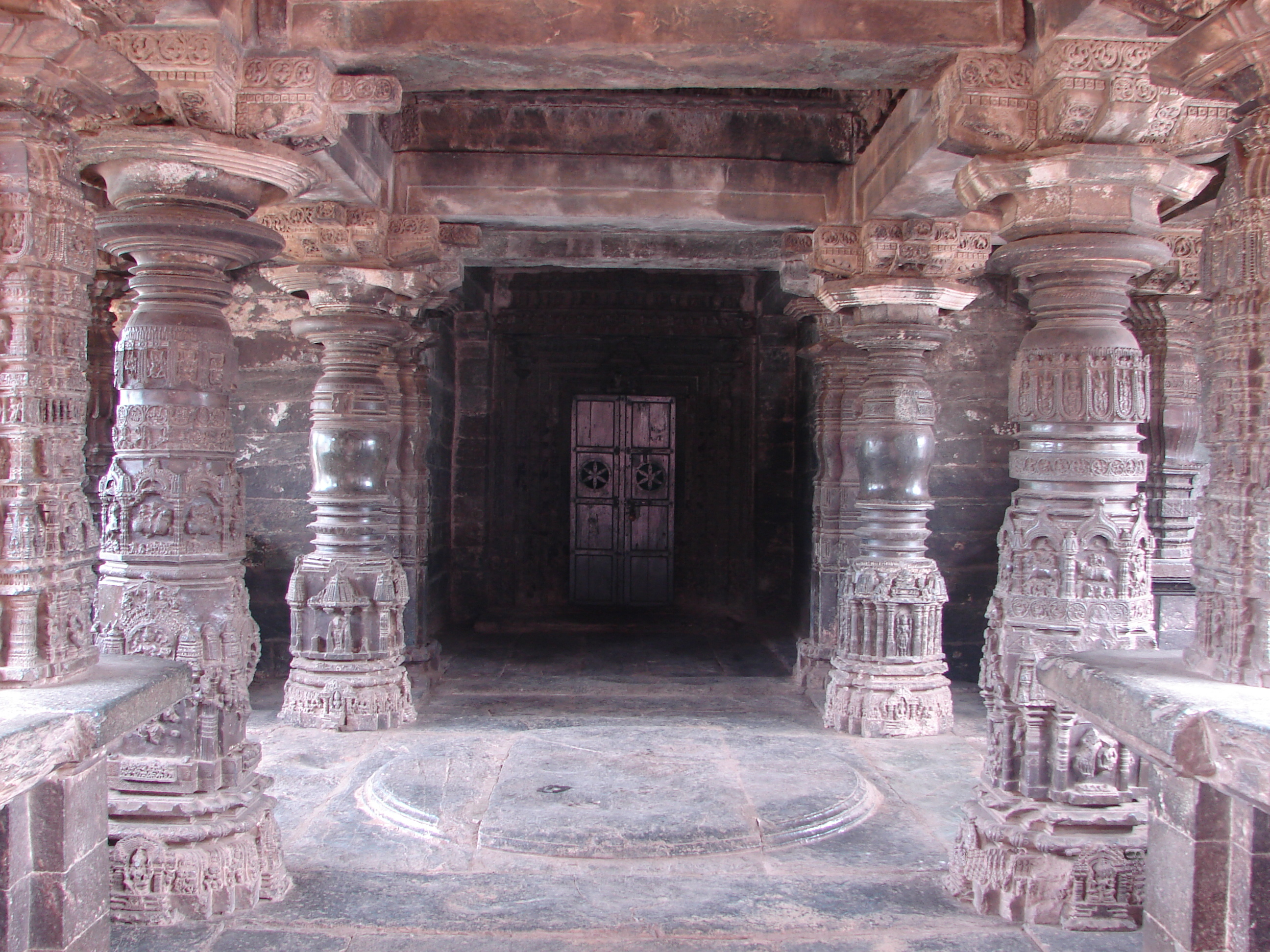
Columnes decorades del temple de Saraswati, a la ciutat de Gadag, Karnataka

Els principals exemples d'arquitectura Chalukya tardana són: el temple de Kasivisvesvara a Lakkundi (en el districte de Gadag), el temple de Dodda Basappa a Dambal (també a Gadag), el temple de Mallikarjuna a Kuruvatti (en el districte de Bellary), el temple de Kallesvara a Bagali (en el districte de Davanagere), el de Siddhesvaraemplo a Haveri (en el districte homònim), el temple de Amrtesvara a Annigeri (al districte de Dharwar), el de Mahadeva a Itagi (al districte de Koppal), el Kaitabheshvara a Kubatur, i el Kedareshvara a Balligavi. El temple de Mahadeva del segle xii destaca per les seves escultures; el gust per la decoració recarregada es reflecteix en les intricades talles de parets, pilars i les torres. Una inscripció exterior ho descriu com el «emperador dels temples» (devalaya chakravarti) i indica que ho va manar construir Mahadeva, un comandant de l'exèrcit del rei Vikramaditya VI. El temple de Kedareswara (1060) de Balligavi és un exemple de transició entre els estils Chalukya i hoysala. Els Chalukya occidentals van construir temples a Badami i Aihole a principis de la seva època edificadora; entre aquests destaquen el temple de Mallikarjuna, el de Yellamma i el conjunt de Bhutanatha.
La vimana dels temples (la torre sobre el santuari) és d'un tipus intermedi entre l'escalonat senzill dels primers txalukie i el recarregat dels hoysales. Als arquitectes dels Chalukya occidentals es deuen les columnes tornejades i l'ús de l'esteatita com a material tant de construcció com per a les escultures, alguna cosa molt habitual en els posteriors temples hoysales. Van emprar a més profusament les Kirtimukha (cares de dimonis) en les escultures, com a element decoratiu. Alguns arquitectes famosos del regne hoysala eren d'origen Chalukya i provenien de llocs com Balligavi. La decoració dels murs i el tipus d'escultura eren típicament dravídics. Aquest estil es diu a vegades dravídic kárnata, un dels més destacats de la tradició arquitectònica índia.

### Llengua

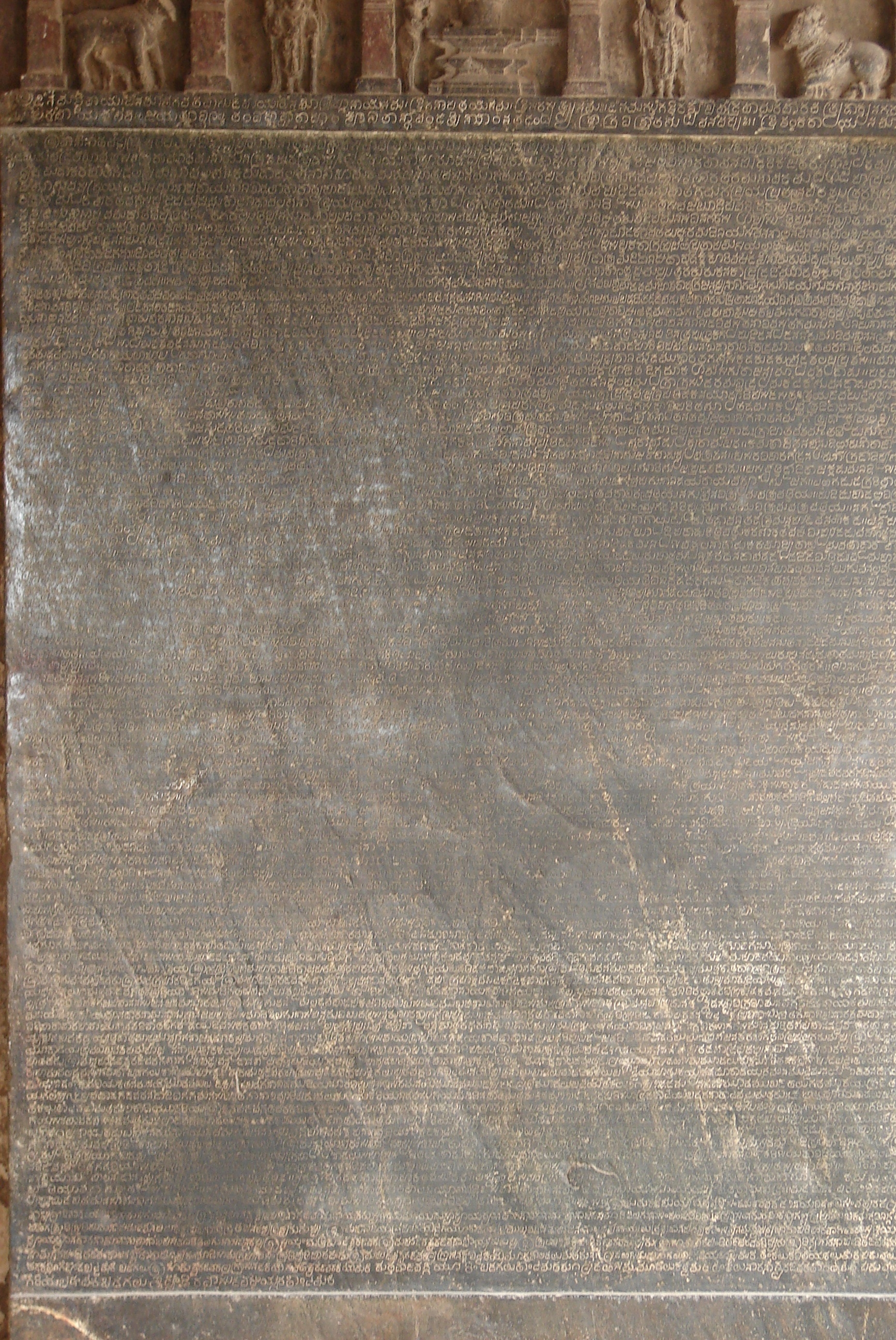
Inscripció en kannada antic atribuïda a Vikramaditya VI i datada el 1112, en el temple Mahadeva d'Itagi, a Karnataka.

La llengua local, el kannada, va ser la que es va utilitzar en la majoria de les inscripcions i epígrafs dels Chalukya occidentals. Alguns historiadors afirmen que el noranta per cent de les inscripcions es van fer en kannada, mentre que per a la resta es va emprar el sànscrit. La major part de les inscripcions en kannada anteriors al segle segle xii só del rei Vikramaditya VI, moltes de les quals han estat desxifrades i traduïdes pels historiadors del Archaeological Survey of India (l'Agència Arqueològica de l'Índia). Les inscripcions es feien sobretot en pedra (shilashasana) o en plaques de coure (tamarashasana). Durant aquest període es va produir el floriment del kannada com a llengua literària i poètica, procés que va prosperar en part gràcies al moviment religiós dels virashaivas (anomenat lingayatisme), que expressava la seva devoció a déu mitjançant poemes senzills anomenats vachanas. En l'Administració, l'idioma de la regió s'emprava per registrar dades relatives a les concessions de terres, com a ubicacions de parcel·les i drets sobre elles. En les inscripcions bilingües, la part en la qual apareix el títol, genealogia, origen mític del rei corresponent i les benediccions s'escrivia generalment en sànscrit. Per contra, el kannada s'utilitzava per a la part en la qual s'estipulaven les condicions que regien la concessió de la terra, com les seves bogues, la participació de les autoritats locals, els drets i deures del receptor, els impostos i gabelas, i els testimonis de l'acte. L'ús de l'idioma local assegurava que el contingut de l'epígraf l'entenien clarament i sense ambigüitat els habitants del lloc.
A més dels epígrafs, es van escriure també cròniques anomenades vamshavalis, que recollien detalls històrics sobre les dinasties. Els escrits en sànscrit incloïen obres de poesia, gramàtica, lèxic, retòrica, comentaris d'obres anteriors, ficció en prosa i teatre. En kannada, es van estendre les obres sobre temes laics. Entre les obres més destacades es troben el Chandombudhi, un tractat sobre poesia, i el Karnataka Kadambari, una història d'amor, tots dos escrits per Nagavarma I; un diccionari, el Rannakanda de Ranna (993); un llibre de medicina, el Karnataka-Kalyanakaraka de Jagaddala Somanatha; el primer llibre d'astrologia, el Jatakatilaka de Sridharacharya (1049); una obra eròtica, el Madanakatilaka de Chandraraja; i una enciclopèdia, la Lokapakara de Chavundaraya II (1025).